# Gorilla beringei
Il gorilla orientale (Gorilla beringei Matschie, 1903) è una specie di primate appartenente alla famiglia degli ominidi.

## Tassonomia
Esistono due sottospecie riconosciute di gorilla orientale: il gorilla di montagna (Gorilla beringei beringei) dei pendii vulcanici del Ruanda, dell'Uganda e della Repubblica Democratica del Congo orientale; e il gorilla di pianura orientale o gorilla di Grauer (Gorilla beringei graueri) nella parte orientale della Repubblica Democratica del Congo.
In precedenza si pensava che i gorilla di pianura orientale e i gorilla di montagna fossero due delle tre sottospecie di un'unica specie, il gorilla (Gorilla gorilla). Tuttavia, la ricerca genetica ha dimostrato che le due sottospecie orientali sono molto più strettamente correlate rispetto alla sottospecie occidentale: il gorilla di pianura occidentale ( G. gorilla gorilla), che ha giustificato la classificazione separata. Le due sottospecie orientali sono ora classificate come G. beringei.

## Descrizione

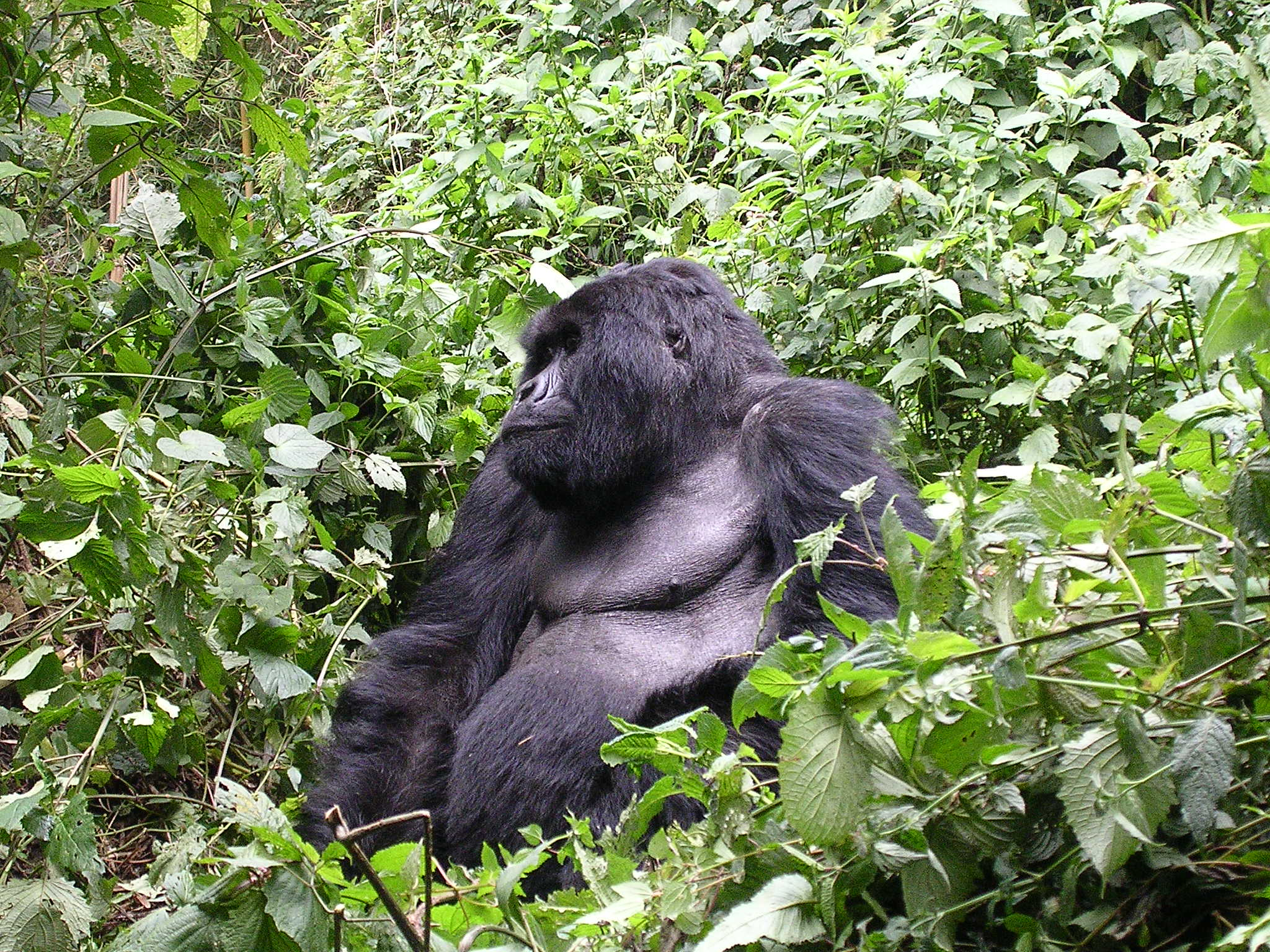
Gorilla orientale di pianura

Il gorilla orientale è un grande ominide con una grande testa, petto ampio e lunghe braccia. Ha un naso piatto con grandi narici. Il viso, le mani, i piedi e il seno sono calvi. La pelliccia è principalmente nera, ma i maschi adulti hanno una "sella" argentata sul dorso. Quando il gorilla invecchia, i peli sulla sella del dorso diventano bianchi, proprio come i capelli delle persone anziane. Questo è il motivo per cui i maschi più anziani sono chiamati silverback.
Un gorilla orientale maschio adulto pesa tipicamente 140–205,5 kg (309–453 libbre) ed è alto 1,7 m (5,6 piedi), e una femmina pesa tipicamente 90–100 kg (200–220 libbre) per 1,5 m di altezza (4,9 piedi) ). L'esemplare più alto registrato misurava 1,95 metri (6,4 piedi), ed era stato trovato ad Alimbongo, Kivu settentrionale nel maggio 1938.

## Biologia e distribuzione
I gorilla di montagna sono limitati alla foresta pluviale di montagna e alla foresta subalpina della Repubblica Democratica del Congo orientale (RDC), dell'Uganda sudoccidentale e del Ruanda. Il gorilla di Grauer si trova nelle foreste dell'Albertine Rift nella parte orientale della RDC.
I gorilla orientali sono erbivori, con una dieta fortemente a base di fogliame, a causa della mancanza di frutta disponibile nei loro habitat. Hanno aree domestiche più piccole rispetto ai gorilla occidentali poiché il fogliame è più abbondante della frutta. Sono diurni, ma la maggior parte del foraggiamento avviene al mattino e nel tardo pomeriggio. Di notte costruiscono i ripari ripiegandosi sulla vegetazione, solitamente sul terreno.

## Ecologia
I gorilla orientali vivono in gruppi familiari stabili e coesi, guidati da un maschio dominante silverback. I gorilla orientali tendono ad avere gruppi di dimensioni maggiori rispetto ai loro parenti occidentali, che contano fino a 35 individui. Non esiste una stagione riproduttiva distinta e le femmine partoriscono solo una volta ogni 3-4 anni a causa del lungo periodo di cure parentali e di un periodo di gestazione di 8,5 mesi. I gorilla appena nati hanno la pelle rosa-grigiastra e possono gattonare dopo 9 settimane; non sono completamente svezzati fino a 3,5 anni. I maschi difendono le loro femmine e la loro prole usando le loro grandi dimensioni in esibizioni intimidatorie che coinvolgono carica e percosse al petto.

## Conservazione
Il gorilla orientale è diventato sempre più a rischio di estinzione dagli anni '90 e la specie è stata classificata come in pericolo di estinzione nel settembre 2016, poiché la sua popolazione continua a diminuire. Le principali minacce al gorilla orientale includono la distruzione dell'habitat per scopi residenziali, commerciali e agricoli, la frammentazione dell'habitat causata dai corridoi di trasporto e dall'estrazione di risorse, nonché le malattie. Tra il 1996 e il 2016, il gorilla orientale ha perso più del 70% della sua popolazione e nel 2016 la popolazione totale era stimata in meno di 6.000 unità. Un'eccezione a questa tendenza al declino è il gorilla di montagna. Secondo le stime più recenti, i gorilla di montagna sono circa 1.004 e il loro numero continua a crescere.
Gli studi hanno dimostrato che i gorilla orientali abituati, cioè quelli che lasciano le aree protette per cercare cibo nelle comunità circostanti, hanno tassi di malattie più elevati rispetto alle loro controparti non abituate, con gli esseri umani e il bestiame nelle vicinanze come probabili fonti di trasmissione.
A differenza del gorilla occidentale, ci sono pochi gorilla orientali negli zoo. Lo zoo di Anversa è l'unico zoo al di fuori della gamma nativa della specie che ospita gorilla orientali. Al di fuori dell'areale nativo, il gorilla di montagna non è affatto tenuto in cattività. Nella Repubblica Democratica del Congo sono tenuti piccoli gruppi costituiti da animali confiscati ai bracconieri: i gorilla di Grauer presso il centro Gorilla Rehabilitation and Conservation Education (GRACE) nella Tayna Nature Reserve, e i gorilla di montagna presso il Senkwekwe Centro nel Parco Nazionale dei Virunga.